# Avery Ardovino
Avery Ardovino (ur. 13 lutego 1992) – amerykańska skoczkini narciarska, reprezentantka Park City Nordic Ski Club.
Na międzynarodowej arenie zadebiutowała 23 lipca 2004 w Park City podczas zawodów Letniego Pucharu Kontynentalnego, oddając skoki odpowiednio po 66,5 m i 65 m na skoczni normalnej.
Zajęła 9. miejsce na Mistrzostwach Świata Juniorów 2007 w Tarvisio po skokach na odległość 82,5 m i 86 m.
W 2007 zajęła drugie i trzecie miejsce w mistrzostwach Stanów Zjednoczonych.

## Mistrzostwa świata juniorów
| Miejsce | Dzień       | Rok  | Miejscowość         | Skocznia           | Punkt K | HS     | Konkurs  | Skok 1 | Skok 2 | Nota      | Strata    | Zwycięzca                  |
| ------- | ----------- | ---- | ------------------- | ------------------ | ------- | ------ | -------- | ------ | ------ | --------- | --------- | -------------------------- |
| 9.      | 17 marca    | 2007 | Planica             | Srednija velikanka | K-90    | HS-100 | indywid. | 82,5 m | 86,0 m | 192,5 pkt | 37,0 pkt  | Lisa Demetz                |
| 20.     | 28 lutego   | 2008 | Zakopane            | Średnia Krokiew    | K-85    | HS-94  | indywid. | 73,0 m | 78,5 m | 180,0 pkt | 47,0 pkt  | Jacqueline Seifriedsberger |
| 12.     | 6 lutego    | 2009 | Szczyrbskie Jezioro | MS 1970 B          | K-90    | HS-100 | indywid. | 93,0 m | 86,5 m | 219,0 pkt | 23,0 pkt  | Magdalena Schnurr          |
| 37.     | 27 stycznia | 2011 | Otepää              | Tehvandi           | K-90    | HS-100 | indywid. | 74,5 m | –      | 76,5 pkt  | 181,0 pkt | Coline Mattel              |

## Puchar Kontynentalny

### Miejsca w klasyfikacji generalnej
| Sezon     | Miejsce |
| --------- | ------- |
| 2004/2005 | 42.     |
| 2005/2006 | 39.     |
| 2006/2007 | 25.     |
| 2007/2008 | 14.     |
| 2008/2009 | 37.     |
| 2010/2011 | 87.     |

### Miejsca w poszczególnych konkursachPucharu Kontynentalnego
| Źródło                                                                            | Źródło      | Źródło        | Źródło       | Źródło      | Źródło      | Źródło       | Źródło        | Źródło       | Źródło    | Źródło      | Źródło    | Źródło     | Źródło      | Źródło      | Źródło    | Źródło    | Źródło  | Źródło  | Źródło  | Źródło | Źródło | Źródło | Źródło | Źródło | Źródło | Źródło | Źródło | Źródło | Źródło | Źródło | Źródło | Źródło | Źródło | Źródło | Źródło | Źródło | Źródło | Źródło | Źródło |
| --------------------------------------------------------------------------------- | ----------- | ------------- | ------------ | ----------- | ----------- | ------------ | ------------- | ------------ | --------- | ----------- | --------- | ---------- | ----------- | ----------- | --------- | --------- | ------- | ------- | ------- | ------ | ------ | ------ | ------ | ------ | ------ | ------ | ------ | ------ | ------ | ------ | ------ | ------ | ------ | ------ | ------ | ------ | ------ | ------ | ------ |
| Sezon 2004/2005                                                                   |             |               |              |             |             |              |               |              |           |             |           |            |             |             |           |           |         |         |         |        |        |        |        |        |        |        |        |        |        |        |        |        |        |        |        |        |        |        |        |
| Park City                                                                         | Park City   | Planica       | Toblach      | Oberaudorf  | Schönwald   | Baiersbronn  | Rastbüchl     | Saalfelden   | Vikersund | Vikersund   | Oslo      | punkty     | punkty      | punkty      | punkty    | punkty    | punkty  | punkty  | punkty  | punkty | punkty | punkty | punkty | punkty | punkty | punkty | punkty | punkty | punkty | punkty |        |        |        |        |        |        |        |        |        |
| 22                                                                                | 23          | -             | -            | -           | -           | -            | -             | -            | -         | -           | -         | 17         | 17          | 17          | 17        | 17        | 17      | 17      | 17      | 17     | 17     | 17     | 17     | 17     | 17     | 17     | 17     | 17     | 17     | 17     |        |        |        |        |        |        |        |        |        |
| Sezon 2005/2006                                                                   |             |               |              |             |             |              |               |              |           |             |           |            |             |             |           |           |         |         |         |        |        |        |        |        |        |        |        |        |        |        |        |        |        |        |        |        |        |        |        |
| Bischofshofen                                                                     | Klingenthal | Pöhla         | Meinerzhagen | Park City   | Park City   | Lake Placid  | Lake Placid   | Ljubno       | Toblach   | Baiersbronn | Schönwald | Saalfelden | Rastbüchl   | Zaō         | Zaō       | Vikersund | Våler   | punkty  | punkty  | punkty | punkty | punkty | punkty | punkty | punkty | punkty | punkty | punkty | punkty | punkty | punkty | punkty | punkty | punkty | punkty | punkty |        |        |        |
| 26                                                                                | -           | -             | -            | 19          | 24          | -            | -             | -            | -         | -           | -         | -          | -           | -           | -         | -         | -       | 24      | 24      | 24     | 24     | 24     | 24     | 24     | 24     | 24     | 24     | 24     | 24     | 24     | 24     | 24     | 24     | 24     | 24     | 24     |        |        |        |
| Sezon 2006/2007                                                                   |             |               |              |             |             |              |               |              |           |             |           |            |             |             |           |           |         |         |         |        |        |        |        |        |        |        |        |        |        |        |        |        |        |        |        |        |        |        |        |
| Park City                                                                         | Park City   | Calgary       | Calgary      | Klingenthal | Pöhla       | Meinerzhagen | Bischofshofen | Villach      | Toblach   | Toblach     | Ljubno    | Saalfelden | Rastbüchl   | Baiersbronn | Schönwald | Zaō       | Zaō     | Sapporo | Sapporo | punkty |        |        |        |        |        |        |        |        |        |        |        |        |        |        |        |        |        |        |        |
| 18                                                                                | 15          | -             | -            | -           | 13          | 24           | 32            | 20           | 18        | 13          | 24        | 22         | 12          | 12          | 16        | -         | -       | -       | -       | 175    |        |        |        |        |        |        |        |        |        |        |        |        |        |        |        |        |        |        |        |
| Sezon 2007/2008                                                                   |             |               |              |             |             |              |               |              |           |             |           |            |             |             |           |           |         |         |         |        |        |        |        |        |        |        |        |        |        |        |        |        |        |        |        |        |        |        |        |
| Bischofsgrün                                                                      | Pöhla       | Bischofshofen | Ramsau       | Lake Placid | Lake Placid | Park City    | Park City     | Notodden     | Notodden  | Toblach     | Rastbüchl | Rastbüchl  | Baiersbronn | Schönwald   | Zaō       | Zaō       | punkty  | punkty  | punkty  | punkty | punkty | punkty | punkty | punkty | punkty | punkty | punkty | punkty | punkty | punkty | punkty | punkty | punkty | punkty | punkty |        |        |        |        |
| 5                                                                                 | 11          | 15            | 9            | 6           | 9           | 12           | 15            | 24           | 19        | -           | 29        | 19         | 26          | 15          | 12        | 12        | 319     | 319     | 319     | 319    | 319    | 319    | 319    | 319    | 319    | 319    | 319    | 319    | 319    | 319    | 319    | 319    | 319    | 319    | 319    |        |        |        |        |
| Sezon 2008/2009                                                                   |             |               |              |             |             |              |               |              |           |             |           |            |             |             |           |           |         |         |         |        |        |        |        |        |        |        |        |        |        |        |        |        |        |        |        |        |        |        |        |
| Park City                                                                         | Park City   | Whistler      | Whistler     | Schonach    | Schonach    | Baiersbronn  | Baiersbronn   | Toblach      | Ljubno    | Ljubno      | Zakopane  | Notodden   | Notodden    | Zaō         | Zaō       | Sapporo   | Sapporo | punkty  | punkty  | punkty | punkty | punkty | punkty | punkty | punkty | punkty | punkty | punkty | punkty | punkty | punkty | punkty | punkty | punkty | punkty | punkty |        |        |        |
| 23                                                                                | 26          | 22            | 26           | -           | -           | -            | -             | -            | -         | -           | 4         | -          | -           | -           | -         | -         | -       | 77      | 77      | 77     | 77     | 77     | 77     | 77     | 77     | 77     | 77     | 77     | 77     | 77     | 77     | 77     | 77     | 77     | 77     | 77     |        |        |        |
| Sezon 2010/2011                                                                   |             |               |              |             |             |              |               |              |           |             |           |            |             |             |           |           |         |         |         |        |        |        |        |        |        |        |        |        |        |        |        |        |        |        |        |        |        |        |        |
| Rovaniemi                                                                         | Rovaniemi   | Vikersund     | Vikersund    | Notodden    | Notodden    | Schonach     | Hinterzarten  | Hinterzarten | Braunlage | Braunlage   | Ljubno    | Ljubno     | Brotterode  | Brotterode  | Zakopane  | Zakopane  | Ramsau  | Ramsau  | Zaō     | punkty |        |        |        |        |        |        |        |        |        |        |        |        |        |        |        |        |        |        |        |
| 30                                                                                | 35          | 33            | 39           | 38          | 36          | -            | -             | -            | -         | -           | -         | -          | -           | -           | -         | -         | -       | -       | -       | 1      |        |        |        |        |        |        |        |        |        |        |        |        |        |        |        |        |        |        |        |
| Legenda                                                                           |             |               |              |             |             |              |               |              |           |             |           |            |             |             |           |           |         |         |         |        |        |        |        |        |        |        |        |        |        |        |        |        |        |        |        |        |        |        |        |
| 1 2 3 4-10 11-30 poniżej 30 dq – dyskwalifikacja - − zawodniczka nie wystartowała |             |               |              |             |             |              |               |              |           |             |           |            |             |             |           |           |         |         |         |        |        |        |        |        |        |        |        |        |        |        |        |        |        |        |        |        |        |        |        |

## Letni Puchar Kontynentalny

### Miejsca w klasyfikacji generalnej
| Sezon | Miejsce |
| ----- | ------- |
| 2008  | 16.     |
| 2010  | 50.     |

### Miejsca w poszczególnych konkursachLetniego Pucharu Kontynentalnego
| Źródło                                                                            | Źródło       | Źródło         | Źródło         | Źródło      | Źródło      | Źródło     | Źródło     | Źródło  | Źródło  | Źródło  | Źródło | Źródło | Źródło | Źródło | Źródło | Źródło | Źródło | Źródło | Źródło | Źródło | Źródło | Źródło | Źródło | Źródło | Źródło | Źródło |
| --------------------------------------------------------------------------------- | ------------ | -------------- | -------------- | ----------- | ----------- | ---------- | ---------- | ------- | ------- | ------- | ------ | ------ | ------ | ------ | ------ | ------ | ------ | ------ | ------ | ------ | ------ | ------ | ------ | ------ | ------ | ------ |
| 2008                                                                              |              |                |                |             |             |            |            |         |         |         |        |        |        |        |        |        |        |        |        |        |        |        |        |        |        |        |
| Bischofsgrün                                                                      | Pöhla        | Bischofshofen  | Bischofshofen  | Lillehammer | Lillehammer | Oberstdorf | Oberstdorf | Liberec | Liberec | punkty  | punkty | punkty | punkty | punkty | punkty | punkty | punkty | punkty |        |        |        |        |        |        |        |        |
| 16                                                                                | 8            | 16             | 17             | 6           | 6           | 16         | 16         | 24      | 16      | 208     | 208    | 208    | 208    | 208    | 208    | 208    | 208    | 208    |        |        |        |        |        |        |        |        |
| 2010                                                                              |              |                |                |             |             |            |            |         |         |         |        |        |        |        |        |        |        |        |        |        |        |        |        |        |        |        |
| Bischofsgrün                                                                      | Bischofsgrün | Oberwiesenthal | Oberwiesenthal | Lillehammer | Lillehammer | Oslo       | Oslo       | Falun   | Falun   | Liberec | punkty |        |        |        |        |        |        |        |        |        |        |        |        |        |        |        |
| 23                                                                                | 26           | 36             | 31             | -           | -           | -          | -          | -       | -       | -       | 13     |        |        |        |        |        |        |        |        |        |        |        |        |        |        |        |
| Legenda                                                                           |              |                |                |             |             |            |            |         |         |         |        |        |        |        |        |        |        |        |        |        |        |        |        |        |        |        |
| 1 2 3 4-10 11-30 poniżej 30 dq – dyskwalifikacja - − zawodniczka nie wystartowała |              |                |                |             |             |            |            |         |         |         |        |        |        |        |        |        |        |        |        |        |        |        |        |        |        |        |

## FIS Ladies Winter Tournee

### Miejsca w klasyfikacji generalnej FIS Ladies Winter Tournee
| Sezon | Miejsce |
| ----- | ------- |
| 2007  | 12.     |
| 2008  | 16.     |

### Miejsca na podium w konkursach drużynowych FIS Ladies Winter Tournee
| Lp. | Dzień | Rok  | Miejscowość | Skocznia | Punkt K | HS | Skład | Skok 1 | Skok 2 | Nota                  | Lok. | Strata   | Zwycięzca |
| --- | ----- | ---- | ----------- | -------- | ------- | -- | ----- | ------ | ------ | --------------------- | ---- | -------- | --------- |
| 1.  | –     | 2008 | –           | –        | –       | –  | druż. | –      | –      | 846,8 pkt (210,3 pkt) | 3.   | 57,8 pkt | Niemcy    |

### Miejsca w poszczególnych konkursach FIS Ladies Winter Tournee
| Źródło                                                                            | Źródło                 | Źródło                 | Źródło                 | Źródło                              | Źródło | Źródło | Źródło | Źródło | Źródło | Źródło | Źródło | Źródło | Źródło | Źródło | Źródło | Źródło | Źródło | Źródło | Źródło | Źródło | Źródło | Źródło | Źródło | Źródło | Źródło | Źródło | Źródło | Źródło | Źródło | Źródło | Źródło | Źródło | Źródło | Źródło | Źródło | Źródło | Źródło | Źródło | Źródło |
| --------------------------------------------------------------------------------- | ---------------------- | ---------------------- | ---------------------- | ----------------------------------- | ------ | ------ | ------ | ------ | ------ | ------ | ------ | ------ | ------ | ------ | ------ | ------ | ------ | ------ | ------ | ------ | ------ | ------ | ------ | ------ | ------ | ------ | ------ | ------ | ------ | ------ | ------ | ------ | ------ | ------ | ------ | ------ | ------ | ------ | ------ |
| 2007                                                                              |                        |                        |                        |                                     |        |        |        |        |        |        |        |        |        |        |        |        |        |        |        |        |        |        |        |        |        |        |        |        |        |        |        |        |        |        |        |        |        |        |        |
|                                                                                   | Saalfelden 08.02.2007  | Breitenberg 10.02.2007 | Baiersbronn 14.02.2007 | Schonach 17.02.2007                 | Suma   | Suma   |        |        |        |        |        |        |        |        |        |        |        |        |        |        |        |        |        |        |        |        |        |        |        |        |        |        |        |        |        |        |        |        |        |
| Miejsca                                                                           | 22.                    | 12.                    | 12.                    | 16.                                 | 737,9  | 737,9  |        |        |        |        |        |        |        |        |        |        |        |        |        |        |        |        |        |        |        |        |        |        |        |        |        |        |        |        |        |        |        |        |        |
| Punkty                                                                            | 141,5                  | 201,4                  | 191,5                  | 203,5                               | 737,9  | 737,9  |        |        |        |        |        |        |        |        |        |        |        |        |        |        |        |        |        |        |        |        |        |        |        |        |        |        |        |        |        |        |        |        |        |
| 2008                                                                              |                        |                        |                        |                                     |        |        |        |        |        |        |        |        |        |        |        |        |        |        |        |        |        |        |        |        |        |        |        |        |        |        |        |        |        |        |        |        |        |        |        |
|                                                                                   | Breitenberg 16.02.2008 | Breitenberg 17.02.2008 | Baiersbronn 20.02.2008 | Schönwald im Schwarzwald 23.02.2008 | Suma   | Suma   |        |        |        |        |        |        |        |        |        |        |        |        |        |        |        |        |        |        |        |        |        |        |        |        |        |        |        |        |        |        |        |        |        |
| Miejsca                                                                           | 29.                    | 19.                    | 26.                    | 15.                                 | 682,3  | 682,3  |        |        |        |        |        |        |        |        |        |        |        |        |        |        |        |        |        |        |        |        |        |        |        |        |        |        |        |        |        |        |        |        |        |
| Punkty                                                                            | 197,0                  | 210,3                  | 190,0                  | 85,0                                | 682,3  | 682,3  |        |        |        |        |        |        |        |        |        |        |        |        |        |        |        |        |        |        |        |        |        |        |        |        |        |        |        |        |        |        |        |        |        |
| Legenda                                                                           |                        |                        |                        |                                     |        |        |        |        |        |        |        |        |        |        |        |        |        |        |        |        |        |        |        |        |        |        |        |        |        |        |        |        |        |        |        |        |        |        |        |
| 1 2 3 4-10 11-30 poniżej 30 dq – dyskwalifikacja - − zawodniczka nie wystartowała |                        |                        |                        |                                     |        |        |        |        |        |        |        |        |        |        |        |        |        |        |        |        |        |        |        |        |        |        |        |        |        |        |        |        |        |        |        |        |        |        |        |

## FIS Sommer Ladies Tournee

### Miejsca w klasyfikacji generalnej FIS Sommer Ladies Tournee
| Sezon | Miejsce |
| ----- | ------- |
| 2005  | 37.     |
| 2006  | 31.     |

### Miejsca na podium w konkursach drużynowych FIS Sommer Ladies Tournee
| Lp. | Dzień       | Rok  | Miejscowość  | Skocznia            | Punkt K | HS    | Skład | Skok 1 | Skok 2 | Nota                  | Lok. | Strata | Zwycięzca |
| --- | ----------- | ---- | ------------ | ------------------- | ------- | ----- | ----- | ------ | ------ | --------------------- | ---- | ------ | --------- |
| 1.  | 11 sierpnia | 2006 | Meinerzhagen | Meinhardus-Schanzen | K-65    | HS-68 | druż. | 62,0 m | 62,0 m | 916,2 pkt (220,0 pkt) | 1.   | –      | –         |

### Miejsca w poszczególnych konkursach FIS Sommer Ladies Tournee
| Źródło                                                                            | Źródło                   | Źródło                 | Źródło                  | Źródło                   | Źródło | Źródło | Źródło | Źródło | Źródło | Źródło | Źródło | Źródło | Źródło | Źródło | Źródło | Źródło | Źródło | Źródło | Źródło | Źródło | Źródło | Źródło | Źródło | Źródło | Źródło | Źródło | Źródło | Źródło | Źródło | Źródło | Źródło | Źródło | Źródło | Źródło | Źródło | Źródło | Źródło | Źródło | Źródło |
| --------------------------------------------------------------------------------- | ------------------------ | ---------------------- | ----------------------- | ------------------------ | ------ | ------ | ------ | ------ | ------ | ------ | ------ | ------ | ------ | ------ | ------ | ------ | ------ | ------ | ------ | ------ | ------ | ------ | ------ | ------ | ------ | ------ | ------ | ------ | ------ | ------ | ------ | ------ | ------ | ------ | ------ | ------ | ------ | ------ | ------ |
| 2005                                                                              |                          |                        |                         |                          |        |        |        |        |        |        |        |        |        |        |        |        |        |        |        |        |        |        |        |        |        |        |        |        |        |        |        |        |        |        |        |        |        |        |        |
|                                                                                   | Bischofshofen 07.08.2005 | Klingenthal 09.08.2005 | Pöhla 11.08.2005        | Meinerzhagen 14.08.2005  | Suma   | Suma   |        |        |        |        |        |        |        |        |        |        |        |        |        |        |        |        |        |        |        |        |        |        |        |        |        |        |        |        |        |        |        |        |        |
| Miejsca                                                                           | 26.                      | –                      | –                       | –                        | 171,0  |        |        |        |        |        |        |        |        |        |        |        |        |        |        |        |        |        |        |        |        |        |        |        |        |        |        |        |        |        |        |        |        |        |        |
| Punkty                                                                            | 171,0                    | –                      | –                       | –                        | 171,0  |        |        |        |        |        |        |        |        |        |        |        |        |        |        |        |        |        |        |        |        |        |        |        |        |        |        |        |        |        |        |        |        |        |        |
| 2006                                                                              |                          |                        |                         |                          |        |        |        |        |        |        |        |        |        |        |        |        |        |        |        |        |        |        |        |        |        |        |        |        |        |        |        |        |        |        |        |        |        |        |        |
|                                                                                   | Klingenthal 06.08.2006   | Pöhla 09.08.2006       | Meinerzhagen 12.08.2006 | Bischofshofen 15.08.2006 | Suma   | Suma   |        |        |        |        |        |        |        |        |        |        |        |        |        |        |        |        |        |        |        |        |        |        |        |        |        |        |        |        |        |        |        |        |        |
| Miejsca                                                                           | –                        | 13.                    | 24.                     | 32.                      | 520,7  |        |        |        |        |        |        |        |        |        |        |        |        |        |        |        |        |        |        |        |        |        |        |        |        |        |        |        |        |        |        |        |        |        |        |
| Punkty                                                                            | –                        | 212,4                  | 203,0                   | 105,3                    | 520,7  |        |        |        |        |        |        |        |        |        |        |        |        |        |        |        |        |        |        |        |        |        |        |        |        |        |        |        |        |        |        |        |        |        |        |
| Legenda                                                                           |                          |                        |                         |                          |        |        |        |        |        |        |        |        |        |        |        |        |        |        |        |        |        |        |        |        |        |        |        |        |        |        |        |        |        |        |        |        |        |        |        |
| 1 2 3 4-10 11-30 poniżej 30 dq – dyskwalifikacja - − zawodniczka nie wystartowała |                          |                        |                         |                          |        |        |        |        |        |        |        |        |        |        |        |        |        |        |        |        |        |        |        |        |        |        |        |        |        |        |        |        |        |        |        |        |        |        |        |